# Bengt Nordström
Bengt „Frippe“ Nordström (* 13. Juli 1936 in Stockholm; † 23. Oktober 2000 ebenda) war ein schwedischer Jazz- und Improvisationsmusiker (Tenorsaxophon, Klarinette). Er war der erste Produzent der Musik von Albert Ayler.

## Wirken
Nordström wuchs in Djursholm auf. Seine Eltern starben, als er ein Kind war; das Erbe machte ihn finanziell wohlhabend, aber er war zunächst unter die Vormundschaft von Verwandten gestellt. Als er 14 Jahre alt war, entdeckte er den Jazz. Nachdem er einige Jahre lang hauptsächlich traditionellen Jazz auf Platte gehört hatte, kaufte er 1955 eine Klarinette. Allmählich interessierte er sich zunehmend für neuere Strömungen im Jazz, etwa den Free Jazz von Ornette Coleman. Daher erwarb er ein Plastiksaxophon und begann, frei zu spielen. In der Folge mietete er den Proben- und Aufnahmeraum BRA Studio in Lilla Nygatan in Gamla Stan, wo sich Anfang der 1960er Jahre viele Jazzmusiker der jüngeren Generation trafen. Für seine Mitmusiker war sein Spiel ungewohnt.
1962 nahm er Albert Ayler mit Torbjörn Hultcrantz und Sune Spångberg auf. Das wurde Aylers erste LP, die auf Nordströms Label Bird Notes veröffentlicht wurde und später von etablierten Plattenfirmen neu aufgelegt wurde. Nordström nahm auf seinem Label 1963 sein Album Psycology (gemeinsam mit Don Cherry und Bosse Skoglund) auf, in Folge mehrere eigene Soloalben. Er war zeitweise so nah am Idiom Aylers, das er nicht mehr als eigenständiger Musiker galt und von zahlreichen Kollegen abgelehnt wurde. Seit 1962 spielte er daher vor allem Solokonzerte. Unter dem Einfluss von Anthony Braxton trat er in den 1970er Jahren mit verschiedensten Saxophonen und Klarinetten auf. 1977 nahm er mit Sven-Åke Johansson und Alexander von Schlippenbach auf (die Aufnahmen erschienen erst 2015 unter dem Titel Stockholm Connection auf Umlaut).
1975 gründete er die Gruppe Miljövårdsverket, in der er sowohl etablierte Jazzmusiker als auch unbekannte Musiker zu einer frei assoziierten Musik einlud, die über den Jazz hinausging. Erst mit deren Album Now's the Frippe Time (1984), an dem Björn Alke und Peeter Uuskyla beteiligt waren, gelang es ihm, eine Anerkennung auch bei der Kritik zu erzielen. Krankheitsbedingt nahm die Zahl seiner Auftritte in den 1990er Jahren ab. Weitere Alben folgten posthum, etwa bei Ayler Records.

## Diskographische Hinweise
- The Environmental Control Office (Ayler, 2003), mit Lars Svanteson, Björn Alke, Peeter Uuskyla[5]